# Sarajevo
Sarajevo (kyrillisk: Сарајево) er hovedstaden og det største byområde i Bosnien og Hercegovina med 275.524(2013) indbyggere. Sammen med de nærliggende kommuner er Sarajevo hjemsted for 555.210 indbyggere. Byen er også hovedstad i Føderationen af Bosnien og Hercegovina-entiteten og de jure-hovedstad i Republika Srpska. Den er desuden centrum i Sarajevo-kantonet. Sarajevo ligger i Sarajevo-dalen i Bosnien omgivet af de Dinariske Alper og bygget omkring floden Miljacka. Byen er berømt for sin traditionelle religiøse diversitet, idet repræsentanter for islam, katolicisme og østlig ortodoks kristendom har levet fredfyldt sammen i århundreder.
Bosættelserne i området strækker sig tilbage til præhistorisk tid. Den moderne by rejste sig som en osmannisk fæstning i det 15. århundrede. Sarajevo har tiltrukket sig international opmærksomhed flere gange gennem sin historie: I 1914 var den stedet for mordet på ærkehertug Franz Ferdinand, det mord, der startede 1. verdenskrig, mens den 70 år senere blev værtsby for vinter-OL 1984. I mere moderne tid har Sarajevo gået igennem den længste belejring i moderne militærhistorie under den bosniske krig. I dag slikker byen sine sår og tilretter sig efterkrigens virkelighed som et større center for kultur og økonomisk fremgang i Bosnien og Hercegovina.

## Geografi og klima

### Geografi
Sarajevo ligger ved 43°52′N 18°25′Ø / 43.867°N 18.417°Ø i centrum af det trekantformede Bosnien-Hercegovina og inden for grænserne af den historiske region Bosnien. Den ligger i Sarajevodalen i midten af de Dinariske Alper. Dalen var dækket af grøn bevoksning indtil byen blev udvidet og bebygget efter 2. verdenskrig. Byen er omgivet af tæt bevoksede bakker og fem større bjerge. Det højeste af dem er Treskavica (2088 meter over havets overflade), derefter Bjelasnica (2067 m), Jahorina (1913 m), Trebević (1627 m) og mindst Igman (1502 m). De sidste fire er også kendt som de Olympiske Bjerge i Sarajevo, jf. vinter-OL 1984. Sarajevo ligger ca. 500 m over havets overflade. Byen er en del af det bakkede terræn på de mange stejle gader og bygninger, der tilsyneladende balancerer på bjergsiderne.
Miljackafloden løber gennem byen fra øst gennem Sarajevos centrum til den vestlige del af byen, hvor den til sidst mødes med Bosnafloden. Miljacka er "Sarajevofloden" med sin kilde i byen Pale flere kilometer øst for Sarajevo. Bosnas kilde, Vrelo Bosne nær Ilidža (vest for Sarajevo), er et andet større naturligt vartegn og en populær destination for Sarajevos indbyggere og andre turister. Andre mindre floder og åer løber også gennem byen og dens nærhed.

### Klima
Sarajevo har et mildt kontinentalklima med sin beliggenhed mellem Centraleuropas klimazoner i nord og Middelhavet mod syd. Den gennemsnitlige årlige temperatur er 9,5 °C med januar (-1,3 °C, gennemsnitligt) som den koldeste måned og juli (19,1 °C gennemsnitligt) som den varmeste. Den højeste registrerede temperatur er 40,0 °C (19. august 1946) mens den laveste registrerede temperatur er -26,4 °C (25. januar 1942). Gennemsnitligt har Sarajevo 68 sommerdage om året (temperaturer højere end eller lig med 30,0 °C): Byen har normalt en mildt skyet himmel med et gennemsnitligt årligt skydække på 59 %. Den mest skyede måned er december (75 % skydække) mens den klareste er august (37 %). Moderat nedbør sker konsistent gennem året med gennemsnitligt 170 dage med regnvejr. Passende klimatiske tilstande har tilladt vintersport at opblomstre i regionen, eksemplificeret ved at byen afholdt vinter-OL 1984.

### Bylandskab
Sarajevo er placeret tæt på centrum i Bosnien-Hercegovinas triangulære form i det sydøstlige Europa. Den består af fire kommuner (eller Općina): Centar (Centrum), Novi Grad (Den Nye By), Novo Sarajevo (Ny Sarajevo) og Stari Grad (Den Gamle by). Sarajevos metroområde inkluderer disse samt de tilstødende kommuner i Ilidža og Vogošća. Byen har et byområde på 141,5 kvadratkilometer.

## Historie
Sarajevodalen har en lang og rig historie fra den yngre stenalder, da butmirkulturen blomstrede med flere illyriske bosættelser i området, før det blev erobret af Romerriget i 9 e.Kr. Under romerne lå en by ved navn "Aquae Sulphurae", omtrent hvor nutidens Sarajevo-forstad Ilidža ligger. Efter romerne bosatte goterne sig i området og slaverne kom i det 7. århundrede. Under Isa-Beg Isaković, den første osmanniske guvernør i Bosnien-provinsen, blev bosættelsen etableret som byen "Bosna-Saraj" omkring citadellet i 1461. Navnet Sarajevo stammer fra det tyrkiske "saray ovası", der betyder "marken omkring Saray".
Guvernøren stod for opførelslen af byens gamle bydel med vandforsyningssystem, moské, lukket markedsplads, offentligt bad, hostel og guvernørens palads. Gazi Husrev-beg blev byens anden guvernør i 1521 og byggede byens første bibliotek, madrassa, sufi-skole og Sahat Kula-klokketårnet.
Under den store tyrkiske krig angreb Prins Eugen af Savoy af det Habsburgske monarki det Osmanniske Rige i 1697, og Sarajevo besattes og lå pestramt og nedbrændt. Byen blev genopført, men kom sig aldrig helt fra ødelæggelsen. Det Osmanniske Rige gjorde Sarajevo til et vigtigt administrativt centrum i 1850, men magtbalancen skiftede, da Østrig-Ungarn erobrede Bosnien-Hercegovina i 1878 som en del af Berlin-traktaten og annekterede området fuldstændigt i 1908. Sarajevo blev industrialiseret af Østrig-Ungarn, der brugte byen som test-område for nye opfindelser som sporvognene, før de kom til Wien.
Den 28. juni 1914 blev ærkehertug Franz Ferdinand af Østrig og hans kone Sophie, hertuginde af Hohenberg snigmyrdet i Sarajevo af en bosnisk-serbisk nationalistisk provokatør-snigmorder, Gavrilo Princip. I den efterfølgende krig skete de fleste Balkan-offensiver omkring Beograd, og Sarajevo slap nogenlunde uskadt gennem krigen. Efter krigen blev Balkanområdet forenet i Kongeriget Jugoslavien, og Sarajevo blev hovedstad i Drinaprovinsen.
I april 1941 besatte Tyskland Jugoslavien og bombarderede Sarajevo. Da boede der omkring 10.500 jøder i Sarajevo, De, sigøjnere og ortodokse serbere blev forfulgt af den kroatiske Ustaše-regering eller transporteret til koncentrationslejre.[kilde mangler]. De jugoslaviske modstandsfolk, anført af Josip Broz Tito, befriede Sarajevo 6. april 1945.
Efter krigen voksede byen hurtigt da den blev et vigtigt regionalt industricenter i Jugoslavien. Som en del af byudviklingsplanen blev der fra 1945 opført boligblokke vest for den gamle by som en tilføjelse til Sarajevos arkitektoniske forskellighed. Højdepunktet i byens vækst nåedes i de tidlige 80'ere, da Sarajevo var vært for vinter-OL1984.
6. april 1992, da den kommunistiske stat Jugoslavien faldt fra hinanden, blev Sarajevo omringet af den Jugoslaviske Nationalarmé (JN), der blev der indtil alle soldaterne og deres familier blev reddet og evakueret fra de dele af byen, der var i hænderne på de bosniske muslimske paramilitære, der senere omdøbte sig selv til Den Bosniske Hær). Da JN's mission var fuldført, og det militære personel og deres familier blev evakueret, var dele af byen og de omkringliggende territorier, hvor størstedelen af befolkningen er serbere, under paramilitær (Bosnisk-Serbiske Hærs) kontrol i formationer skabt en lokalbefolkningen (senere blev alle formationer samlet under Republikken Srpskas Hær). Undtaget var Stup og Kiseljak, der var under kroatisk paramilitær kontrol kendt som HVO. Sarajevos belejring, der varede indtil oktober 1995, resulterede i en storstilet ødelæggelse og dramatiske befolkningsskift. Genopbygningen begyndte, da krigen endte med Daytonaftalen i november 1995.
I 2003 var det meste af byen genopbygget eller repareret, så der er kun få synlige ruiner i centrum. Mange af granatkasserne fra 2. verdenskrig, der blev brugt under angrebene, er skåret og poleret i lokal tradition og bliver solgt som kunst. Den amerikanske skuespiller Terrance Howard har samlet kasser og vist paralleller til indskriften i Esajas' bog 2:4 omkring ressourcer, der bliver brugt til fredelige formål i stedet for militære. Moderne kontorbygninger og skyskrabere er siden blevet opført i hele byen.
- Gazi Husrev-beg Moskeen - en af Sarajevos 186 moskeer.
- Sarajevos Ortodokse Katedral.
- Jesu Hjertes Katedral - katolsk katedral i Sarajevo.
- Sarajevos jødiske synagoge, før dens seneste renovation.

## Administration
Sarajevo er hovedstaden i landet Bosnien og Hercegovina og den subnationale enhed, Føderationen af Bosnien og Hercegovina, såvel som Sarajevokantonen. Den er også "de jure"-hovedstad i en anden subnational enhed, Republika Srpska. Hvert af disse niveauer af administration har deres eget parlament eller råd såvel som domstole i byen. I tillæg er mange udenlandske ambassader placeret i Sarajevo.
Byen består af fire kommuner, der hver har sin kommunale administration, men er sammen i en helbysadministration med egen forfatning. Den udøvende magt (Gradska Uprava) består af en borgmester med to viceborgmestre og et ministerium. Den lovgivende magt består af byrådet, eller Gradsko Vijeće. Rådet har 28 medlemmer: en rådsformand, to vicerådsformænd og en sekretær. Rådsmedlemmer vælges af kommunerne i tal der er nogenlunde proportionale med deres befolkning. Byens administration har også en dømmende magt baseret på det post-transitionelle retslige system der defineres af højrepræsentatet for Bosnien og Hercegovinas Højere retslige og dømmende råd.
Sarajevos kommuner er yderligere inddelt i lokalkommuner (bosnisk: Mjesne zajednice). Lokalkommunerne har en mindre rolle i byens administration og er tiltænkt som en måde for normale borgere at få indflydelse på byens administration. Disse lokalkommuner er baseret omkring nøglekvartererne i byen.
Bygningerne i Sarajevo, der husede Bosnien og Hercegovinas parlament, blev kraftigt beskadiget i den bosniske krig; medarbejderne og arkiverne blev flyttet til et nærliggende kontor i jord-niveau . I slutningen af 2006 begyndte genopbygningen af parlamentet. Genopførslen blev afsluttet i 2007 og var finansieret med 80% af den græske regering gennem Det Græske Program for Balkans Genopbygning (ESOAV) og 20% af Bosnien-Hercegovina.

## Økonomi
Efter års krig har Sarajevos økonomi været mål for genopbygning og genetableringsprogrammer. Som eksempler på økonomiske vartegn kan nævnes Centralbanken for Bosnien og Hercegovina, der åbnede i Sarajevo i 1997 og Sarajevos Børs, der begyndte handel i 2002. Byens store produktions-, administrations- og turistbase kombineret med en stor uofficiel økonomi, gør den til en af de stærkeste økonomiske regioner i Bosnien og Hercegovina.
Mens Sarajevo havde en stor industriel base under den kommunistiske periode, har kun få før-eksisterende firmaer succesfuldt omstillet sig til markedsøkonomi. Sarajevos industri udgøres nu af tobaks-, møbel-, trikotage, bil- og kommunikationsudstyrsproduktion. Blandt firmaer baseret i Sarajevo kan nævnes B&H Airlines (tidligere Air Bosna), BH Telecom, Bosmal City Centre, Bosnalijek, Energopetrol, Fabrika Duhana Sarajevo (cigaretter) og Sarajevo Pivara (bryggeri).
Sarajevo har en stærk turistindustri og blev udnævnt af Lonely Planet som den 43. bedste by i verden i 2006. Sportsrelateret turisme bruger de efterladte faciliteter fra vinter-OL 1984, specielt skifaciliteterne i det nærliggende bjerge Bjelašnica, Igman, Jahorina, Trebević og Treskavica. Sarajevos 600 års historie, under indflydelse af både vestlige og østlige riger, er også en stærk turistattraktion. Sarajevo har været vært for rejsende i århundreder fordi den var et stærkt handelscentrum under osmannisk og østrig-ungarsk styre. Blandt eksempler på populære destinationer i Sarajevo kan nævnes Vrelo Bosne-parken, Sarajevo-katedralen og Gaze Husrev-begs Moské.

## Demografi
Den sidste officielle folketælling i Bosnien og Hercegovina fandt sted i 1991, og der blev alt 527.049 mennesker i Sarajevos ti kommuner. I selve bebyggelsen Sarajevo var der 416.497 beboere. Krigen fik hundredetusinder af mennesker til at flygte, hvoraf mange ikke er vendt tilbage. Pr. 2006 anslog Sarajevokantonen befolkningen til at være 418.891 mennesker (304.136 i byen Sarajevo, resten i metropolområdet). Med et område på 1280 kvadratkilometer har Sarajevo en befolkningstæthed på omkring 2173 indbyggere pr. kvadratkilometer. Novo Sarajevo-kommunen er den tættest befolkede del af Sarajevo med omkring 7524 indbyggere pr. kvadratkilometer, mens den tyndest befolkede del er Stari Grad med 742 indbyggere pr. kvadratkilometer.
Krige har ændret byens etniske og religiøse profil. Mens byen længe har været kendt som en multikulturel by, eller Europas Jerusalem, er muslimske bosniakker vendt tilbage så de nu udgør en endnu større del af befolkningen. I 1991 udgjorde bosniakker 45% af befolkningen, efterfulgt af østlige ortodokse serbere med 38% og romansk katolske kroatere med 7%. Dog udgjorde bosniakker i 1997 87% af befolkningen, mens serberne udgjorde 5% og kroaterne 6%. Hvis Østsarajevos (Republika Srpska) befolkning (130.000, størstedelen serbere) blev talt med, ville bosniakkerne stadig have det absolutte flertal efterfulgt af serberne med omkring 33% af den samlede befolkning.
I dag er Sarajevos befolkning ikke klart kendt og baseres på estimater fra FN's statistikdivision og Det Føderale Kontor for Statistik, Bosnien og Hercegovina og andre nationale og internationale non-profit organisationer. Det anslås at Sarajevos befolkning til dato faktisk er steget i stedet for det forventede fald, på grund af mange migranter fra diverse landsbyer, der blev ødelagt under den Bosniske Krig.
Sarajevo undergår i øjeblikket et storstilet byggo-boom med mange nye kommercielle, industrielle, beboelses- og kontorbygninger under opførsel. Byen vokser med stor hastighed og vil have genvundet sit befolkningstal fra før krigen inden for en periode på 10-20 år. På grund af den hastige vækst er mange nye lejlighedskomplekser blevet opført i Sarajevo; mere specifikt i den østlige forstad Ilida. Byen renoverer også sine sportsfaciliteter såsom hovedstadionet, såvel som de velkendte skihoteller. Opførslen af motorvej 5C vil give et yderligere løft til Sarajevos i forvejen store vækst.

## Kommunikation og medier
Som hovedstad og største by i Bosnien og Hercegovina er Sarajevo centrum for landets medier. Det meste af kommunikations- og medieinfrastrukturen blev ødelagt under krigen, men en genopførsel anført af et internationalt organ for genopførslen af Bosnien og Hercegovina har hjulpet til med at modernisere industrien. For eksempel blev internettet først tilgængeligt i byen i 1995.
Oslobodenje (Frigørelse), grundlagt i 1943, er Sarajevos ældste avis og den eneste, der har overlevet krigen. Dog er denne gamle og stolte avis blevet overhalet af Dnevni Avaz (Den Daglige), grundlagt i 1995, og Jutarnje Novine (Morgennyhederne) i Sarajevo i popularitet. Blandt andre lokale fast udkommende aviser kan nævnes den kroatiske avis Hrvatska Rijec og det bosniske magasin Start, såvelsom de ugentlige aviser Slobodna Bosna (Befri Bosnien) og BH Dani (BH Dage). Novi Plamen, et månedligt magasin, er den mest venstreorienterede avis i byen i øjeblikket.
Den Offentlige Udsendelsesservice i Bosnien og Hercegovina er Sarajevos offentlige tv-station, en af tre i Bosnien og Hercegovina. Blandt andre stationer i byen kan nævnes NRTV Studio 99, NTV Hayat, Open Broadcast Network, TV Kantona Sarajevo og Televizija Alfa. Mange mindre uafhængige radiostationer eksisterer, blandt dem kan etablerede stationer som Radio M, Radio Grad (Radio Den Gamle By), Studentski eFM Radio, Radio 202 og RSG. Radio Free Europe såvelsom flere amerikanske og vesteuropæiske stationer er også tilgængelige i byen.

## Transport
Sarajevos placering i en dal mellem bjerge gør den til en kompakt by. Smalle bygader og mangel på parkeringsområder lægger en dæmper på biltrafikken men giver bedre forhold for fodgængere og cyklister. De to hovedgader i byen er Titovagaden (Marshal Titos gade) og den øst-vestlige Zmaj od Bosne (Husein Gradaščević) motorvej. Den transeuropæiske motorvej, korridor 5C, løber gennem Sarajevo og forbinder byen med Budapest i nord og Ploče mod syd.
Elektriske sporvognssystemer, der har opereret siden 1885, er den ældste form for offentlig transport i byen. Siden da er der opgraderet til andre mere moderne sporvogne. Der er syv sporvognslinjer i byen, suppleret af fem trolleybusslinjer og mange busruter. Hovedbanegården i Sarajevo ligger i det nordlige-centrale område i byen. Derfra løber sporene mod vest før de deler sig i forskellige retninger, blandt andet til industrielle zoner i byen. Sarajevo undergår i øjeblikket en større fornyelse i infrastrukturen; mange motorveje og gader omasfalteres, sporvognssystemet undergår modernisering og nye broer og veje anlægges.
Sarajevos Internationale Lufthavn (IATA: SJJ), også kaldet Butmir, ligger kun få kilometer sydvest for byen. Under krigen blev lufthavnen brugt til FN-flyvninger og humanitær nødhjælp. I 2006 rejste 534.000 passagerer gennem lufthavnen, hvorimod der kun rejste 10.000 10 år tidligere i 1996.

## Kultur
Sarajevo har været hjem for mange forskellige religioner i århundreder, og dette har givet byen en stor forskellighed blandt kulturer. Slaviske muslimer, ortodokse, katolikker og jøder deler alle byen mens de dyrker deres egne identiteter. I dag er byen dog overvældende bosnisk muslimsk, men i de senere år er mange vendt tilbage, blandt dem udlændinge fra Østasien.
Byen er rig på museer, blandt dem Sarajevos Museum, Ars Aevi, Nationalmuseet for Bosnien og Hercegovina (oprettet i 1888 og hjem for Sarajevo Haggadahen), Det Historiske Museum for Bosnien og Hercegovina og Museet for Litteratur og Teaterkunst i Bosnien og Hercegovina. Byen er også hjem for Bosnien og Hercegovinas Nationalteater, oprettet i 1919, såvel som Sarajevos Ungdomsteater. Blandt andre kulturelle institutioner kan nævnes Center for Sarajevokultur, Sarajevos Bibliotek, Bosnien og Hercegovinas Kunstgalleri og Bosniakinstituttet, et privatejet bibliotek og kunstsamling der fokuserer på bosniakkernes historie.
Nedrivninger i forbindelse med krigsskader, såvel som genopbygning, har ødelagt flere institutioner og kulturelle eller religiøse symboler som Gazu Husrev-beg-biblioteket, Sarajevos Orientale Institut og et museum dedikeret til Vinter-OL i 1984. Som en konsekvens har de forskellige lag administration oprettet stærke kulturelle beskyttelseslove og -institutioner. Blandt institutioner der varetager kulturel bevarelse i Sarajevo kan nævnes Instituttet for Beskyttelsen af den Kulturelle, Historiske og Naturlige arv fra Bosnien og Hercegovina, og Bosnien og Hercegovinas Kommision til Beskyttelse af Nationale Monumenter.
Historisk har Sarajevo været hjem for flere berømte bosniske poeter og tænkere under det Osmanniske Rige. Nobelprisvinderen Vladimir Prelog er fra byen, ligesom den Oscar-vindende instruktør Danis Tanovic. Nobelprisvinderen Ivo Andrić levede meget af sit liv i Sarajevo.
Sarajevos Film Festival, oprettet i 1995, er blevet premierefilmfestivalen for Balkan-landene. Sarajevos Vinterfestival og Sarajevos Jazzfestival er velkendte, ligesom Bašćaršija Nights, der er en månedlang udstilling af lokal kultur, musik og dans.
Sarajevos Skole for Pop Rock udvikledes i byen mellem 1961 og 1991. Denne type musik begyndte med bands som Indexi, Bijelo dugme og singer/song writeren Kemal Monteno. Den fortsatte ind i 1980'erne med bands som Plavi orkestar, Zabranjeno pušenje og Crvena jabuka, men sluttede med krigen i 1992. Efter krigen blev det irske rockband U2 det første band, der gav koncert i byen.

## Sport
Byen var vært for Vinter-OL 1984. Jugoslavien vandt én medalje, en sølvmedalje i storslalom for mænd, vundet af Jure Franko. Mange af de olympiske faciliteter overlevede krigen eller blevgenopført, blandt andet Den Olympiske Hal Zetra og Asim Ferhatović Stadion. Efter at have været medvært ved Sydøsteuropas Venskabslege blev Sarajevo tildelt vinterspecial-OL i 2009, men planerne blev afblæst.
Fodbold er populært i Sarajevo; byen har holdene FK Sarajevo og FK Željezničar, der begge konkurrerer i europæiske og internationale cups og turneringer, såvel som holdene FK Olimpik og SAŠK. En anden populær sport er basketball; basketballklubben KK Bosna Sarajevo vandt Euroleague i 1979. Skakklubben, Bosna Sarajevo, har været et mesterskabshold siden 80'erne.
Sarajevo er ofte vært for internationale events og konkurrencer i sport såsom tennis og kickboksning.

## Uddannelse
Højere uddannelse har en lang tradition i Sarajevo. Den første institution der kan klassificeres som sådan var en skole i Sufifilosofi der blev etableret af Gazi Husrev-beg i 1531; flere andre religiøse skoler er blevet oprettet over tid. I 1887, under det østrigsk-ungarske rige, begyndte en Shariaskole et fem-årsprogram. I 1940'erne blev Sarajevos Universitet byens første sekulære højere uddannelsesinstitution. I 1950'erne blev post-bachelauratgrader tilgængelige. Mens universitetet blev svært skadet under krigen blev det genopbygget i samarbejde med mere end 40 andre universiteter.
Desuden var der i 2005 46 grundskoler (1. til 9. klasse) og 33 gymnasier (10. til 13. klasse), blandt disse tre skoler for børn med specielle behov.

## Søsterbyer
| - Istanbul, Tyrkiet - Bursa, Tyrkiet - Ankara, Tyrkiet - Akhisar, Tyrkiet - Tianjin, Kina - Shanghai, Kina - Seoul, Sydkorea - Venedig, Italien - Collegno, Italien - Ferrara, Italien - Napoli, Italien - Prato, Italien - Budva, Montenegro - Zagreb, Kroatien - Wolfsburg, Tyskland - Magdeburg, Tyskland | - Friedrichshafen, Tyskland - Barcelona, Spanien - Madrid, Spanien - Innsbruck, Østrig - Amsterdam, Holland - Serre Chevalier, Frankrig - Ljubljana, Slovenien - Budapest, Ungarn - Coventry, Storbritannien - Stockholm, Sverige - Tábor, Tjekkiet - Tirana, Albanien - Calgary, Canada - Dayton, USA - Baku, Aserbajdsjan - Kuwait City, Kuwait | - Algier, Algeriet - Tlemcen, Algeriet - Tripoli, Libyen - Tunis, Tunesien - Johannesburg, Sydafrika |